# Brzeg (geografia)

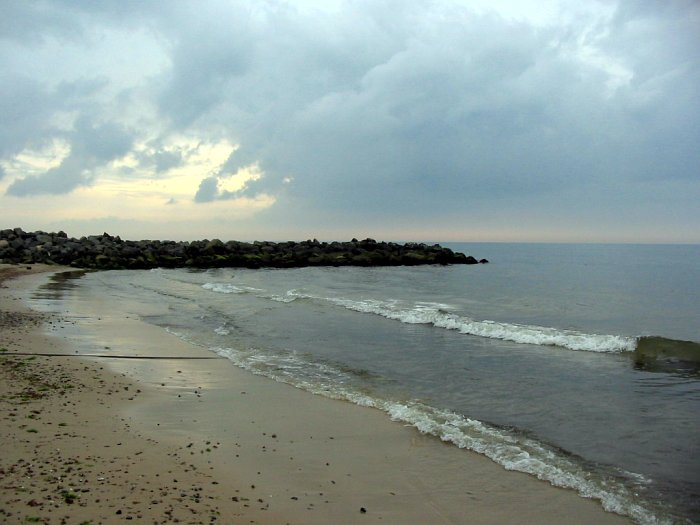
Brzeg Morza Północnego

Brzeg – linia zetknięcia się lądu z wodą (m.in. morzem, jeziorem, rzeką) przyjmowana jako pas ograniczony najwyższym i najniższym stanem wody (przypływ, odpływ).